# بحيرة تريليوم
بحيرة تريليوم (بالإنجليزية: Trillium Lake)‏ هي بحيرة اصطناعية اكتمل إنشاؤُها في سنة 1960 وتقع في مقاطعة كلاكماس في ولاية أوريغون في الولايات المتحدة الأمريكية.

## معرض صور

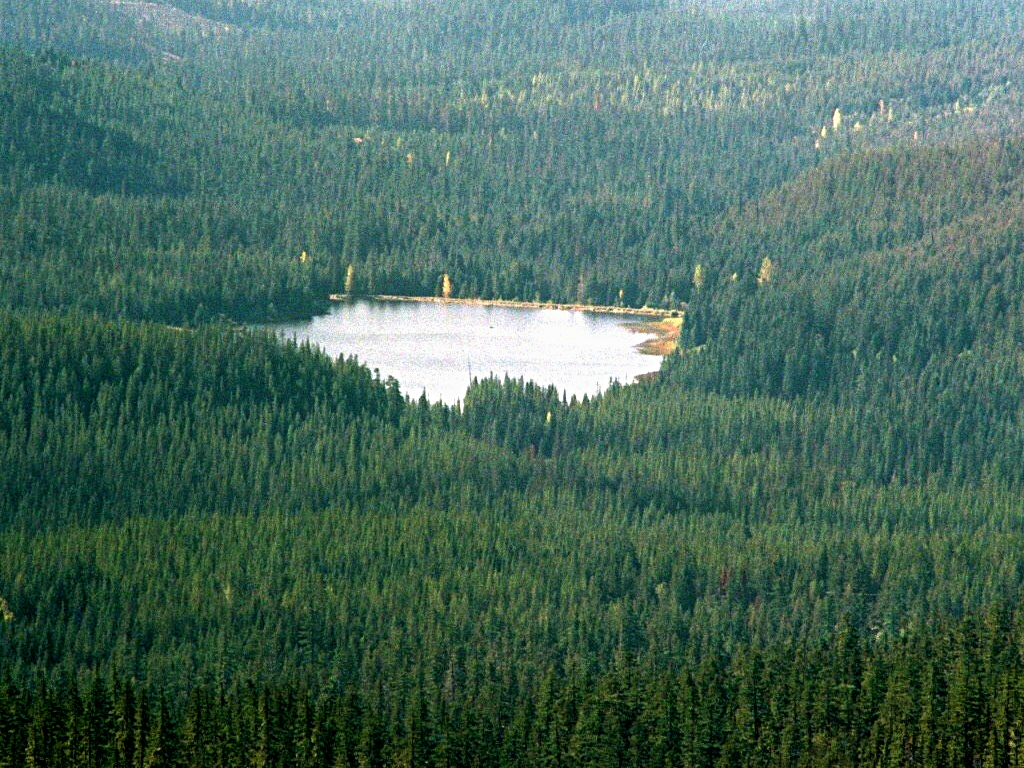
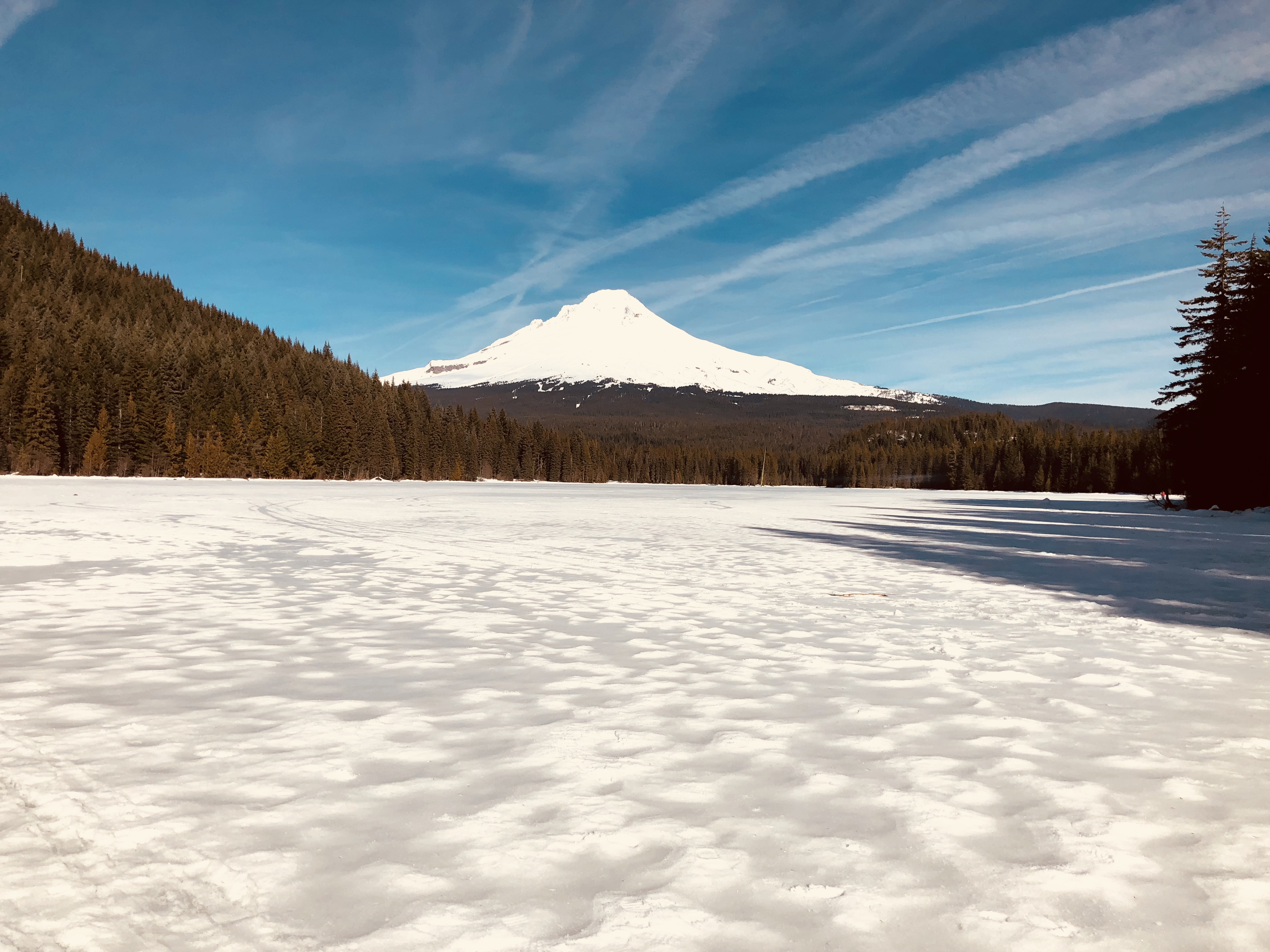
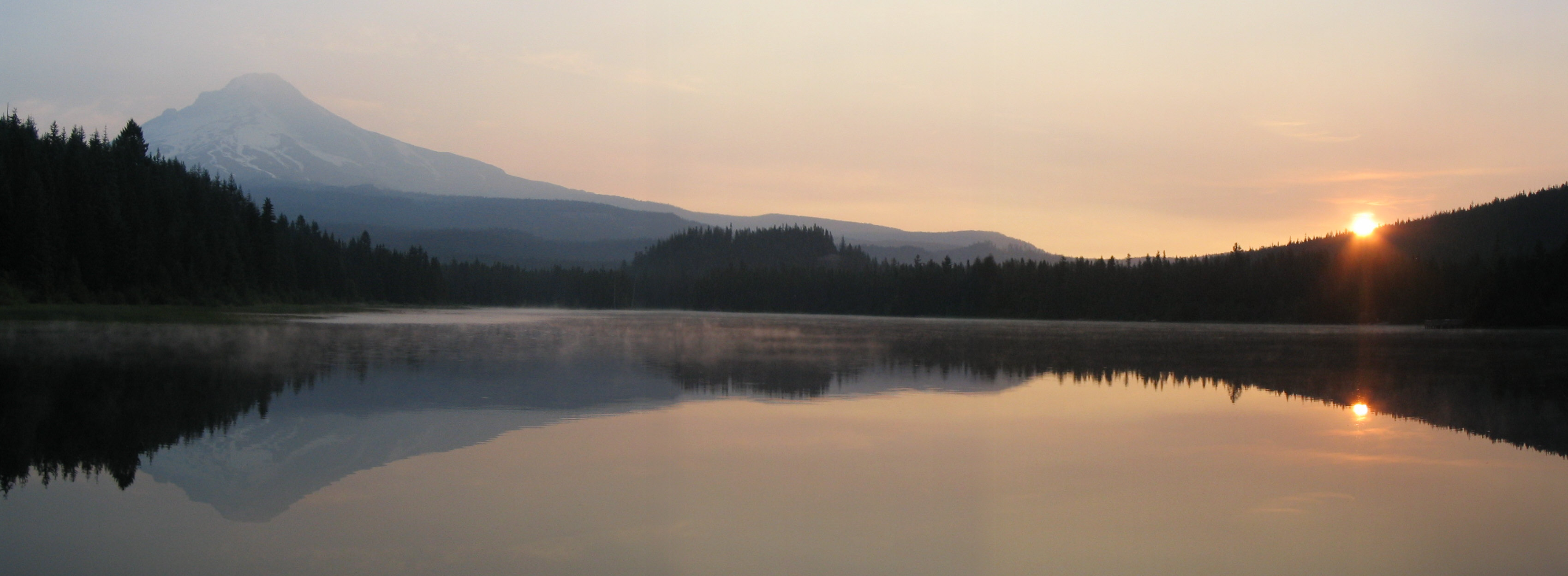